# 上智大學短期大學部
上智大学短期大学部（日语：／ Jōchi Daigaku Tanki Daigakubu *），简称上智短大，是一所位于日本神奈川县秦野市的私立短期大学。前身是上智短期大学（日语：／ Jōchi Tanki Daigaku *）。

## 概要

### 简介
- 短期大学为于1973年开办[1][2]、由学校法人上智学院经营[3]、来源于方济·沙勿略的天主教。招収只女学生从开办[4]。「基督教人道主义」「贯彻始终的英语教育」「国际性」为教育理念[5]。

### 历史
- 1973年 上智短期大学成立并同时设置一个学科即英语科[3]。
- 2012年 改校名为上智大学短期大学部[2]。

### 宪章
- 请参看上智大学短期大学部的标志 （日語） 2014年5月19日阅览。

## 学校环境
- 校区：在神奈川县秦野市

## 历任校长
- 杰拉尔德・巴里[注 1]第一代短期大学校长[2]。
- 弗兰克・斯科特・豪厄尔[注 2]现在短期大学校长[2]

## 著名人和有关人员
- 岩村圭南：短期大学教员

## 组织

### 学科
- 英语科

### 专科
| - 没有 |

### 业余课程
| - 没有 |

### 附属机关
| - 图书馆 |

## 知名校友
- 雫有希 - 职业摔交手

## 相关链接
- 日本短期大学列表
- 上智大学